# Сарагоса, Роса
Роса Сарагоса (исп. Rosa Zaragoza) — испанская певица и исследовательница музыки, специализируется на сефардской, андалузской и в целом народной музыкальной традиции. Живёт в Барселоне.

## Биография
Профессиональную деятельность начала в 1986 году, выпустив диск, где после долгих лет забвения, прозвучали уникальные еврейско-каталонские песни. Диск вызвал интерес в других странах, и Роса Сарагоса была приглашена в тур по Европе, США и Израилю. С этого момента певица работает с музыкальным наследием тех традиций, что легли в основу испанского культурного наследия – мусульманской, еврейской, христианской, цыганской. Роса Сарагоса участвует в фестивалях средиземноморской культуры, world music и сакральной музыки в Европе, на Ближнем Востоке, в странах Магриба и т.д. Руководила фестивалем мистической музыки в Барселоне в 2000 и 2001 годах, и в Валенсии в 2001.
В данный момент известна как пропагандист здорового образа жизни и естественных родов, специалист по арт-терапии женщин, исследовательница мистических музыкальных традиций.

## Любопытные факты
Солистка группы сефардской музыки «Лампа Ладино» Светлана Свирина рассказывает   , что группа появилась после концерта Росы Сарагосы: «Через несколько месяцев в Москву  приехала испанская певица Роса Сарагоса, она исполняла старинные песни, в том числе и сефардские. Я была настолько потрясена, что два часа ревела как душ - это было настолько красиво! Тут же позвонила Грише и сказала - я хочу это петь!».

## Дискография
- 2008 Танец души (кат. La danza del alma)
- 2007 Земля иудеев (кат. Terra de jueus)
- 2006 Участие в записи диска в честь Жуана Мануэля Серрата
- 2005 Родиться, возродиться (кат. Nacer, Renacer)
- 2003 Матчизна. Песни Сефарада, аль-Андалус и Каталонии Canciones de Sefarad, Al-Ándalus y Cataluña
- 2000 Мистическая эротика (кат. Erótica Mística)
- 1998 Женщины поколения 36 (кат. Mujeres del 36)
- 1997 Цыганские радости (кат. Delicias zíngaras)
- 1994 Дух Аль-Андалус (кат. El espíritu de Al-Andalus)
- 1992 Песни евреев, христиан и мусульман (кат. Canciones de judíos, cristianos y musulmanes)
- 1990 Galaneta mà. Песни для тех, у кого ребёнок на коленях.
- 1989 Хорошие девочки попадают на небо. А плохие – повсюду. (кат. Les nenes bones van al cel, les dolentes a tot arreu)
- 1987 Колыбельные Средиземноморья (исп. Canciones de cuna del Mediterráneo)
- 1986 Свадебные песни каталонских евреев (исп. Canciones de bodas de los judíos catalanes)
- 1984 Сефардские песни (исп. Canciones sefardís)